# Erin Manning
Erin Manning (1969) es una teórica cultural y filósofa política canadiense, además de artista activa en las áreas de danza, diseño textil e instalación interactiva. Su investigación abarca los campos del arte, la teoría política y la filosofía. Obtuvo su doctorado en filosofía política en la Universidad de Hawái en el año 2000. Actualmente, enseña en la Facultad de Bellas Artes de la Universidad Concordia.

## Carrera
Manning es fundadora y directora de SenseLab, un laboratorio de investigación-creación afiliado a Hexagram: Institute for Research/Creation in Media Arts and Technology en Montreal. Colabora con el filósofo Brian Massumi, con quien coedita la serie de libros Technologies of Lived Abstraction, publicada por MIT Press. Ambos son también miembros fundadores del colectivo editorial de la revista del SenseLab Inflexions: A Journal of Research-Creation.
Manning ofrece con frecuencia talleres y conferencias en universidades y otras instituciones, entre ellas —aunque no exclusivamente— la Zürcher Hochschule der Künste (Escuela Superior de las Artes de Zúrich); la European Graduate School en Saas-Fee; el Dance Bar (Programa Internacional de Danza) en Suecia; y la Universidad de California en Berkeley.